# Idiops opifex
Espèce
Synonymes
- Pseudidiops opifex Simon, 1889

Idiops opifex est une espèce d'araignées mygalomorphes de la famille des Idiopidae.

## Distribution
Cette espèce est endémique de Guyane. Elle se rencontre vers Cayenne.

## Description
La femelle décrite par Fonseca-Ferreira, Guadanucci, Yamamoto et Brescovit en 2021 mesure 11 mm.

## Systématique et taxinomie
Cette espèce a été décrite sous le protonyme Pseudidiops opifex par Simon en 1889. Elle est placée dans le genre Idiops par Raven en 1985.

## Publication originale
- Simon, 1889 : « Arachnides. Voyage de M. E. Simon au Venezuela (décembre 1887-avril 1888). 4e Mémoire. » Annales de la Société Entomologique de France, sér. 6, vol. 9, p. 169-220 (texte intégral).